# Andreas Spengel
Andreas Spengel (* 11. November 1838 in München; † 29. September 1905 ebenda) war ein deutscher Gymnasiallehrer und Klassischer Philologe.

## Leben
Der Sohn des Klassischen Philologen und Münchner Universitätsprofessors Leonhard Spengel studierte nach dem Abitur am Maximiliansgymnasium München – u. a. mit seinem Bruder Otto (* 1837), mit dem er die zusätzlichen Wahlkurse Französisch, Italienisch und Zeichnen belegt hatte und der anschließend in München Rechtswissenschaften studierte, sowie mit Hugo von Maffei und Max Zenger – ab 1855 Klassische Philologie an der Universität München, bei seinem Vater sowie Friedrich Thiersch, Karl Felix Halm und Carl von Prantl. 1859 absolvierte er das Staatsexamen und setzte seine Studien in Berlin bei August Boeckh, Immanuel Bekker und Moriz Haupt, fort. 1861 wurde er in Berlin zum Dr. phil. promoviert.
Spengel wurde nach bestandener Lehramtsprüfung 1862 zunächst als Studienlehrer der 1. Lateinklasse am Königlichen Gymnasium in Landshut eingesetzt. Im Herbst 1863 übernahm er die Vertretung für den erkrankten Ordinarius der Gymnasialstufe des Maximiliansgymnasiums in München, Johann Georg Beilhack, und unterrichtete fortan in den Fächern Latein, Griechisch, Deutsch und Geschichte. 1873 wurde er zum Gymnasialprofessor befördert.
Spengel wurde 1872 zum außerordentlichen, 1882 zum ordentlichen Mitglied der philosophisch-philologischen Klasse der Bayerischen Akademie der Wissenschaften gewählt. 1885 wurde er als Gymnasialprofessor und Rektor an die Studienanstalt Passau versetzt. 1902 trat er in den Ruhestand ein und kehrte nach München zurück.
Spengels wissenschaftliches Interesse galt vor allem der römischen Komödie. In selbständigen Abhandlungen u. a. zu Werken von Plautus und Terenz, Ausgaben einzelner Stücke, Zeitschriftenbeiträgen und Vorträgen hat er sich auch um die Erforschung der Metrik der römischen Szeniker Verdienste erworben. Seine spezielle Kenntnis der römischen Nationalgrammatiker bewies er in der 1885 durch ihn neu bearbeiteten und ergänzten Ausgabe des 1826 von seinem Vater edierten Buches von Marcus Terentius Varro, De Lingua Latina Libri Qui Supersunt.

## Veröffentlichungen
- De versuum Creticorum usu Plautino. Inaugural-Dissertation an der philosophischen Fakultät der Universität Berlin. Gustav Schade, Berlin 1861.
- T. Maccius Plautus. Kritik, Prosodie, Metrik. Vandenhoeck & Ruprecht's Verlag, Göttingen 1865.
- Lectiones Plautinae. In: Programm des K. Ludwigs-Gymnasiums zum Schlusse des Studienjahres 1865/66. F. Straub, München 1866.
- Die Partikel "nonne" im Altlateinischen: zu Plautus und Terentius. In: Programm des K. Ludwigs-Gymnasiums zum Schlusse des Studienjahres 1865/66. F. Straub, München 1867.
- T. Macci Plauti Truculentus, cum apparatu critico Guilelmi Studemund et epistula eiusdem de codicis Ambrosiani reliquiis. Edidit illustravit Andreas Spengel. Vandenhoeck & Ruprecht's Verlag, Göttingen 1868.
- Über die Handschrift Cod. Augustanus I Monac. des Demosthenes. Ein Beitrag zur Textkritik des Demosthenes. Festgabe des K. Ludwigs-Gymnasiums zum vierhundertjährigen Jubiläum der Ludwig-Maximilians-Universität in München. F. Straub, München 1872.
- Ueber die Composition der Andria des Terentius. In: Sitzungsberichte der Bayerischen Akademie der Wissenschaften, philosophisch-philologische und historische Classe. München 1873.
- Deutsche Unarten in der Aussprache des Lateinischen. In: Sitzungsberichte der Bayerischen Akademie der Wissenschaften, philosophisch-philologische und historische Classe. München 1874.
- Sententiae Publili Syri. Recensuit A. Spengel. Weidmann, Berlin 1874.
- Die Comödien des P. Terentius, erklärt von A. Spengel. Weidmann, Berlin 1875.
- Die Akteintheilung der Komödien des Plautus. In: Programm des Königlichen Maximilians-Gymnasiums für das Schuljahr 1876/77. F. Straub, München 1877.
- Über die lateinische Komödie. Festrede, gehalten in der öffentlichen Sitzung der k. b. Akademie der Wissenschaften zu München zur Feier ihres einhundert und neunzehnten Stiftungstages am 28. März 1878. Verlag der K B. Akademie, München 1878.
- Nekrolog auf Dr. Leonhard von Spengel, Professor der Klassischen Philologie an der Universität in München. In: Bursian's biographischem Jahrbuch für Alterthumskunde. S. Calvary, Berlin 1881.
- Reformvorschläge zur Metrik der lyrischen Versarten bei Plautus und den übrigen lateinischen Scenikern. Weidmann, Berlin 1882.
- Bemerkungen zu Varro de lingua Latina. In: Sitzungsberichte der königlich-bayerischen Akademie der Wissenschaften, philosophisch-philologische und historische Classe. München 1885, S. 243–272.
- Zur Geschichte des Kaisers Tiberius. In: Sitzungsberichte der philosophisch-philologischen und der historischen Classe der Kgl. Bayerischen Akademie der Wissenschaften. München 1903.